# Пантелеймоново Евангелие
Пантелеймоново Евангелие — древнерусская пергаменная рукопись конца XII — начала XIII века из собрания Российской национальной библиотеки (шифр: РНБ, Соф. 1); происходит из библиотеки новгородского Софийского собора, содержит черты древненовгородского говора в языке.

## Описание
Пантелеймоново Евангелие содержит литургическую разновидность евангельского текста (полный апракос). В рукописи 224 листа, несколько листов из середины рукописи утрачено. Рукопись написана уставным письмом в два столбца. Переплет состоит из досок, обтянутых кожей, выполнен в начале XVI в.

## Миниатюра рукописи
На последнем листе Пантелеймонова Евангелия находится миниатюра с изображением св. Пантелеймона и Екатерины. По предположению И. К. Куприянова, Пантелеймон и Екатерина были патрональными святыми заказчика рукописи и его жены. По имени предполагаемого заказчика рукопись и получила сво1 название. По мнению Л. В. Столяровой и С. М. Каштанова, этим заказчиком мог быть великий князь киевский Изяслав Мстиславич, принявший при крещении имя Пантелеймон.
Миниатюра находится на листе с разлиновкой, имеет киноварный фон. Святые Пантелеймон и Екатерина изображены стоящими в рост. В левой руке св. Пантелеймона — ларец с четырьмя небольшими сосудами для лекарств. Святая Екатерина облачена в одеяние византийских императриц, увенчана короной, надетой поверх красного плата.

## Запись рукописи
Запись попа Максима находится на лл. 223об. (не сохранился) - 224, является образцом выходной-вкладной записи и типологически ближе всего стоит к записям писцов Остромирова и Мстиславова евангелий.
Запись сохранилась не целиком: первоначально она содержала 51 строку, но ее первые 14 строк были срезаны вместе с л. 223, так что в настоящее время можно прочитать только их последние буквы. Край листа 224 при переплетении рукописи был срезан, из-за чего не все строки записи прочитываются целиком.
Наиболее полную реконструкцию текста записи предложил В. Б. Крысько (надежно восстановленные буквы даются в квадратных скобках, вероятные реконструкции - в угловых):

и дажь ему г(оспод)и съдр<ави>е и съ подружиемь [с]<во>имь. и всемъ яже <въ> дому его. а въ оно[м]<ь> ве(чном). причястье ц(еса)р(с)[т]<вия> н(е)б(ес)наго. и всемъ ч<ьту>щ<и>мъ е. и <по>слуша<ю>щиимъ его. амин[ъ] яко мног(о) му(ж) тъ[iи] оучини. еже на потребу ц(е)ркви. пр<е>ж(е) оучини икуну с(вя)<ту>ю б(огороди)цю. по томь к[о]<ло>колъ. по томь съц<?> и написа прологъ <по>томъ же и сия к[н]<и>гы. а се имена ею <на>писана соуть. аз<ъ> же попинъ с(вя)т(о)го. <iо>(ана) пр(е)д(те)ча. максимъ <?>тъшиниць напи<са>хъ .д. еуангел[и]<я> сия. аже кде бла(з)н[ъ]<.> а исправяче чьтете. блазнъ бо не х<о>тию написане. нъ дияволею пакостию. а бл(а)гословит<е.> а не кльнете. азъ же грешьнъ<iи> и мьнии попинъ. с(вя)т(о)го възнения г(оспод)ня. написахъ сию грамотиц[ю] да некто се вид<е>въ пакы пон[у]дится. на доб<ро>е дело. въ с<п(а)с(е)ни>е свое. ам[и]нъ.